# Sri-lankische Cricket-Nationalmannschaft in Südafrika in der Saison 2002/03
Die Tour der sri-lankischen Cricket-Nationalmannschaft nach Südafrika in der Saison 2002/03 fand vom 25. Oktober bis zum 6. Dezember 2002 statt. Die internationale Cricket-Tour war Teil der internationalen Cricket-Saison 2002/03 und umfasste zwei Test Matches und fünf ODIs. Südafrika gewann die Testserie 2-0 und die ODI-Serie 4-1.

## Stadien
Für die Tour wurden folgende Stadien als Austragungsorte vorgesehen.
| Stadion               | Stadt        | Kapazität | Spiele          |
| --------------------- | ------------ | --------- | --------------- |
| Willowmoore Park      | Benoni       | 20.000    | 3. ODI          |
| Chevrolet Park        | Bloemfontein | 20.000    | 5. ODI          |
| Centurion Park        | Centurion    | 22.000    | 2. Test, 2. ODI |
| Wanderers Stadium     | Johannesburg | 34.000    | 1. Test, 1. ODI |
| De Beers Diamond Oval | Kimberley    | 11.000    | 4. ODI          |

## Kader
Die folgenden Kader wurden von den Mannschaften bekanntgegeben.
| Test | Test | ODI | ODI |
| Südafrika | Sri Lanka | Südafrika | Sri Lanka |
| --- | --- | --- | --- |
| - Shaun Pollock (K) - Mark Boucher (wk) - Steve Elworthy - Herschelle Gibbs - Andrew Hall - Mornantau Hayward - Claude Henderson - Jacques Kallis - Gary Kirsten - Neil McKenzie - Makhaya Ntini - Ashwell Prince - Graeme Smith | - Sanath Jayasuriya (K) - Russel Arnold - Marvan Atapattu - Dilhara Fernando - Hasantha Fernando - Chamila Gamage - Mahela Jayawardene - Prasanna Jayawardene - Tharanga Lakshitha - Jehan Mubarak - Muttiah Muralitharan - Ruchira Perera - Kumar Sangakkara (wk) - Sujeewa de Silva - Hashan Tillakaratne - Thilan Thushara - Chaminda Vaas | - Shaun Pollock (K) - Mark Boucher (wk) - Allan Donald - Steve Elworthy - Herschelle Gibbs - Andrew Hall - Mornantau Hayward - Claude Henderson - Jacques Kallis - Gary Kirsten - Neil McKenzie - Makhaya Ntini - Ashwell Prince - Graeme Smith | - Sanath Jayasuriya (K) - Russel Arnold - Marvan Atapattu - Upul Chandana - Dilhara Fernando - Hasantha Fernando - Chamila Gamage - Pulasthi Gunaratne - Avishka Gunawardene - Mahela Jayawardene - Jehan Mubarak - Prabath Nissanka - Thilan Samaraweera - Kumar Sangakkara (wk) - Aravinda de Silva - Hashan Tillakaratne - Chaminda Vaas |

## Tour Matches
| 25.–28. Oktober Scorecard | Kimberley | Südafrika A 483-8d (134) & 220-9d (56) | – | Sri Lankans 272-9d (95) & 239-4 (60) |
|                           |           | Remis                                  |   |                                      |

| 1.–4. November Scorecard | Johannesburg | Sri Lanka 336-5d (104) & 265-2 (68) | – | Rest of South Africa 392 (98) |
|                          |              | Remis                               |   |                               |

| 23. November Scorecard | Potchefstroom | Südafrika A 221 (47.4)                       | – | Sri Lanka 111-8 (32) |
|                        |               | Südafrika A gewinnt mit 65 Runs (D/L method) |   |                      |

## Test Matches

### Erster Test in Johannesburg
| 8.–10. November Scorecard | Johannesburg | Sri Lanka 192 (75.3) & 130 (41)                 | – | Südafrika 386 (104.4) |
|                           |              | Südafrika gewinnt mit einem Innings und 64 Runs |   |                       |

### Zweiter Test in Centurion
| 15.–19. November Scorecard | Centurion | Sri Lanka 323 (108.5) & 245 (77.2) | – | Südafrika 448 (166.3) & 124-7 (35.3) |
|                            |           | Südafrika gewinnt mit 3 Wickets    |   |                                      |

## One-Day Internationals

### Erstes ODI in Johannesburg
| 27. November Scorecard | Johannesburg | Sri Lanka 128 (46.4)            | – | Südafrika 129-4 (29.3) |
|                        |              | Südafrika gewinnt mit 6 Wickets |   |                        |

### Zweites ODI in Centurion
| 29. November Scorecard | Centurion | Südafrika 317-6 (50)           | – | Sri Lanka 140 (33.2) |
|                        |           | Südafrika gewinnt mit 177 Runs |   |                      |

### Drittes ODI in Benoni
| 1. Dezember Scorecard | Benoni | Südafrika 253-7 (50)            | – | Sri Lanka 258-3 (41.4) |
|                       |        | Sri Lanka gewinnt mit 7 Wickets |   |                        |

### Viertes ODI in Kimberley
| 4. Dezember Scorecard | Kimberley | Sri Lanka 184 (47.3)            | – | Südafrika 190-2 (30.5) |
|                       |           | Südafrika gewinnt mit 8 Wickets |   |                        |

### Fünftes ODI in Bloemfontein
| 6. Dezember Scorecard | Bloemfontein | Sri Lanka 228-8 (50)            | – | Südafrika 229-4 (45.1) |
|                       |              | Südafrika gewinnt mit 6 Wickets |   |                        |

## Statistiken
Die folgenden Cricketstatistiken wurden bei dieser Tour erzielt.
| Tests                | Tests      | Tests   | Tests   | Tests   | Tests   | Tests   | Tests   | Tests   |
| Batting              | Batting    | Batting | Batting | Batting | Batting | Batting | Batting | Batting |
| Spieler              | Mannschaft | Spiele  | Innings | Runs    | Average | HS      | 100s    | 50s     |
| -------------------- | ---------- | ------- | ------- | ------- | ------- | ------- | ------- | ------- |
| Jacques Kallis       | Südafrika  | 2       | 3       | 165     | 55,00   | 84      | 0       | 2       |
| Hashan Tillakaratne  | Sri Lanka  | 2       | 4       | 161     | 53,66   | 104*    | 1       | 0       |
| Kumar Sangakkara     | Sri Lanka  | 2       | 4       | 157     | 39,25   | 89      | 0       | 1       |
| Shaun Pollock        | Südafrika  | 2       | 3       | 143     | 143,00  | 99*     | 0       | 1       |
| Mahela Jayawardene   | Sri Lanka  | 2       | 4       | 124     | 31,00   | 44      | 0       | 0       |
| Bowling              |            |         |         |         |         |         |         |         |
| Spieler              | Mannschaft | Spiele  | Overs   | Wickets | Average | BBI     | 5W      | 10W     |
| Makhaya Ntini        | Südafrika  | 2       | 75      | 12      | 17,08   | 4/52    | 0       | 0       |
| Jacques Kallis       | Südafrika  | 2       | 58.1    | 10      | 18,50   | 4/39    | 0       | 0       |
| Shaun Pollock        | Südafrika  | 2       | 72      | 7       | 22,57   | 2/17    | 0       | 0       |
| Dilhara Fernando     | Sri Lanka  | 2       | 59      | 7       | 33,57   | 4/49    | 0       | 0       |
| Muttiah Muralitharan | Sri Lanka  | 2       | 101.5   | 7       | 35,85   | 3/83    | 0       | 0       |

| ODIs               | ODIs       | ODIs    | ODIs    | ODIs    | ODIs    | ODIs    | ODIs    | ODIs    |
| Batting            | Batting    | Batting | Batting | Batting | Batting | Batting | Batting | Batting |
| Spieler            | Mannschaft | Spiele  | Innings | Runs    | Average | HS      | 100s    | 50s     |
| ------------------ | ---------- | ------- | ------- | ------- | ------- | ------- | ------- | ------- |
| Jacques Kallis     | Südafrika  | 4       | 4       | 242     | 121,00  | 87      | 0       | 3       |
| Marvan Atapattu    | Sri Lanka  | 5       | 5       | 222     | 55,50   | 123*    | 1       | 1       |
| Herschelle Gibbs   | Südafrika  | 5       | 5       | 171     | 42,75   | 108*    | 1       | 0       |
| Boeta Dippenaar    | Südafrika  | 4       | 4       | 153     | 38,25   | 89      | 0       | 1       |
| Russel Arnold      | Sri Lanka  | 5       | 4       | 126     | 31,50   | 50      | 0       | 1       |
| Bowling            |            |         |         |         |         |         |         |         |
| Spieler            | Mannschaft | Spiele  | Overs   | Wickets | Average | BBI     | 5W      | 10W     |
| Shaun Pollock      | Südafrika  | 5       | 43.1    | 11      | 13,72   | 4/18    | 0       | 0       |
| Allan Donald       | Südafrika  | 5       | 42      | 10      | 18,60   | 3/18    | 0       | 0       |
| Makhaya Ntini      | Südafrika  | 4       | 39      | 7       | 21,57   | 3/22    | 0       | 0       |
| Pulasthi Gunaratne | Sri Lanka  | 4       | 30.1    | 5       | 34,40   | 2/61    | 0       | 0       |
| Chaminda Vaas      | Sri Lanka  | 5       | 47      | 5       | 37,80   | 2/39    | 0       | 0       |

## Player of the Series
Als Player of the Series wurden die folgenden Spieler ausgezeichnet.
| Serie | Player of the Series |
| ----- | -------------------- |
| Test  | Jacques Kallis       |
| ODI   | Jacques Kallis       |

### Player of the Match
Als Player of the Match wurden die folgenden Spieler ausgezeichnet.
| Spiel   | Player of the Match |
| ------- | ------------------- |
| 1. Test | Jacques Kallis      |
| 2. Test | Shaun Pollock       |
| 1. ODI  | Shaun Pollock       |
| 2. ODI  | Jacques Kallis      |
| 3. ODI  | Marvan Atapattu     |
| 4. ODI  | Herschelle Gibbs    |
| 5. ODI  | Shaun Pollock       |